# Pseudonortonia pharao
Pseudonortonia pharao är en stekelart som först beskrevs av Henri Saussure 1863.  Pseudonortonia pharao ingår i släktet Pseudonortonia och familjen Eumenidae. Inga underarter finns listade i Catalogue of Life.